# For all tid
For all tid (norveški: "Za sva vremena") debitantski je studijski album norveškog black metal-sastava Dimmu Borgir. Album je 1995. godine objavila manje poznata diskografska kuća No Colorous, a 1997. ponovo ga je objavila diskografska kuća Nuclear Blast; ta inačica sadrži novu naslovnicu i pjesme s EP-ja Inn i evighetens mørke. Jedini je album sastava na kojem Shagrath svira bubnjeve, Tjodalv gitaru, a Silenoz pjeva.
Naslovnica albuma inspirirana je ilustracijom Gustavea Doréa iz knjige Kraljevske idile.

## Popis pjesama
| 1.    | »Det nye riket« (Novo kraljevstvo)                                                          | 4:59 |
| 2.    | »Under korpens vinger« (Pod gavranovim krilima)                                             | 6:01 |
| 3.    | »Over bleknede blåner til dommedag« (Preko blijedih horizonta ka Sudnjem danu)              | 4:09 |
| 4.    | »Stien« (Put)                                                                               | 2:03 |
| 5.    | »Glittertind« (instrumental)                                                                | 5:16 |
| 6.    | »For all tid« (Za sva vremena)                                                              | 5:52 |
| 7.    | »Hunnerkongens sorgsvarte ferd over steppene« (Tužni i crni put hunskog kralja preko stepa) | 3:26 |
| 8.    | »Raabjørn speiler draugheimens skodde« (Raabjørn odražava maglu Draugheimena)               | 5:05 |
| 9.    | »Den gjemte sannhets hersker« (Vladar skrivene istine)                                      | 6:22 |
| 43:13 |                                                                                             |      |

| Bonus pjesme na izdanju iz 1997. | Bonus pjesme na izdanju iz 1997.                           | Bonus pjesme na izdanju iz 1997. | Bonus pjesme na izdanju iz 1997. | Bonus pjesme na izdanju iz 1997. | Bonus pjesme na izdanju iz 1997. | Bonus pjesme na izdanju iz 1997. | Bonus pjesme na izdanju iz 1997. | Bonus pjesme na izdanju iz 1997. | Bonus pjesme na izdanju iz 1997. |
| Br.                              | Skladba                                                    | Trajanje                         |                                  |                                  |                                  |                                  |                                  |                                  |                                  |
| -------------------------------- | ---------------------------------------------------------- | -------------------------------- | -------------------------------- | -------------------------------- | -------------------------------- | -------------------------------- | -------------------------------- | -------------------------------- | -------------------------------- |
| 10.                              | »Inn i evighetens mørke Part 1« (U tamu vječnosti, 1. dio) | 5:25                             |                                  |                                  |                                  |                                  |                                  |                                  |                                  |
| 11.                              | »Inn i evighetens mørke Part 2« (U tamu vječnosti, 2. dio) | 2:09                             |                                  |                                  |                                  |                                  |                                  |                                  |                                  |
| 50:47                            |                                                            |                                  |                                  |                                  |                                  |                                  |                                  |                                  |                                  |

| Bonus pjesme s japanske inačice | Bonus pjesme s japanske inačice                            | Bonus pjesme s japanske inačice | Bonus pjesme s japanske inačice | Bonus pjesme s japanske inačice | Bonus pjesme s japanske inačice | Bonus pjesme s japanske inačice | Bonus pjesme s japanske inačice | Bonus pjesme s japanske inačice | Bonus pjesme s japanske inačice |
| Br.                             | Skladba                                                    | Trajanje                        |                                 |                                 |                                 |                                 |                                 |                                 |                                 |
| ------------------------------- | ---------------------------------------------------------- | ------------------------------- | ------------------------------- | ------------------------------- | ------------------------------- | ------------------------------- | ------------------------------- | ------------------------------- | ------------------------------- |
| 10.                             | »Inn i evighetens mørke Part 1« (U tamu vječnosti, 1. dio) | 5:25                            |                                 |                                 |                                 |                                 |                                 |                                 |                                 |
| 11.                             | »Inn i evighetens mørke Part 2« (U tamu vječnosti, 2. dio) | 2:09                            |                                 |                                 |                                 |                                 |                                 |                                 |                                 |
| 12.                             | »Spellbound (By the Devil)« (uživo)                        | 3:59                            |                                 |                                 |                                 |                                 |                                 |                                 |                                 |
| 13.                             | »Tormentor of Christian Souls« (uživo)                     | 4:21                            |                                 |                                 |                                 |                                 |                                 |                                 |                                 |
| 14.                             | »Master of Disharmony« (uživo)                             | 5:36                            |                                 |                                 |                                 |                                 |                                 |                                 |                                 |
| 15.                             | »Metal Heart« (obrada Accepta, uživo)                      | 4:40                            |                                 |                                 |                                 |                                 |                                 |                                 |                                 |
| 69:23                           |                                                            |                                 |                                 |                                 |                                 |                                 |                                 |                                 |                                 |

## Recenzije
Bradley Torreano dao mu je četiri zvjezdice od njih pet u recenziji za AllMusic i izjavio je: "Produkcija je užasna, odlikuje se tankim i oštrim zvukom gitara, prigušenim bubnjevima i odjekujućim vokalima koji zvuče kao da stojite izvan njihove sobe za probe. No pjesme nekako nadmašuju produkciju i nude donekle prekrasan (iako iskrivljen) pogled na heavy metal, pa zato skupina djeluje mnogo ambicioznije od ostalih sličnih sastava."

## Zasluge
| Dimmu Borgir - Shagrath — dodatna gitara (na pjesmi 5), bubnjevi, prateći vokali - Erkekjetter Silenoz — ritam gitara, vokali - Tjodalv — solo gitara - Brynjard Tristan — bas-gitara - Stian Aarstad — sintesajzer, klavir, efekti Dodatni glazbenici - Vicotnik — prateći vokali - Draug Aldrahn — vokali (na pjesmi 3), prateći vokali | Ostalo osoblje - Christophe Szpajdel — logotip - Bård Norheim — inženjer zvuka, miksanje - Thomas Ewerhard — raspored ilustracija - Markus Steiger — izvršna produkcija (na remasteriranoj inačici) |